# 松亭金水
松亭 金水（しょうてい きんすい、寛政9年（1797年） - 文久2年12月12日（1863年1月31日））は、江戸時代後期の作家。人情本に名を残した。本名は中村保定、または経年。通称源八、源八郎。別号、積翠道人・拙作堂など。

## 略歴
書道家谷金川の下で修業し、筆耕や手跡指南を生業とした。戯作者の版下の筆耕を手がけるうちに、為永春水の浄写を通じて、戯作者の道へ入る。金水の号は、金川と春水の両師から一字ずつ貰ったものである。その文業は1831年（天保2年）刊『二十四孝稚教訓』に始まり、天保の改革で為永春水が1843年（天保5年）に筆を絶った後は、勧善懲悪的な人情本を手がけ、人情本末期の代表的作者となった。山東京伝『善知安方忠義伝』や曲亭馬琴『朝夷巡島記』など、他人の書き遺しを書き足して纏めた作もある。その他、合巻・随筆・読本・図会なども書いた。作品に金水独自の特色は見られず、注文に応じて作品を書いた作家と評される。
神田大和町（現・東京都千代田区岩本町二丁目）に住んだ後、浅草寺地内、日本橋小伝馬町、北新道から本郷附木店に移るなど、各地を転々とした。
戒名は丁悟院金水日松居士。牛込榎町（現、東京都新宿区榎町の大法寺に葬ったが、同寺は1909年（明治42年）に杉並区松ノ木三丁目に移り、墓も改葬されている。
弟子に梅亭金鵞がいる。

## 作品
- 尾上梅幸名義、松亭金水作、渓斎英泉画『歌枕偽物語 初編』（合巻）、円寿堂板、天保2年(1831)
- 『恋の花染』（人情本）、板元不詳、天保3年(1832)
- 為永春水と合作『七国史伝』（読本）、板元不詳、天保4年(1833)
- 『太平楽皇国性質』（随筆）、板元不詳、天保6年(1835)
- 歌川国直画『比翼連理花廼志満台』（人情本）、板元不詳、天保7 - 9年（1836 - 1838）
- 歌川国直画『盛衰栄枯娘太平記操早引』（人情本）の後半、板元不詳、天保10年(1839)（曲山人の没後を引き継ぐ）
- 歌川貞重画『閑情末摘花 全5編』（人情本）、板元不詳、天保10年 - 12年（1839 - 1841）
- 歌川貞房画『仇竸花夕栄』（合巻）、森屋治兵衞板、天保10年(1839)
- 『花筺（かたみ）』（人情本）、板元不詳、天保12年(1841)
- 歌川房清画『御年玉笑ふ門松』、板元不詳、弘化3年、(1846)
- 松亭金水撰、歌川広重画『江都近郊名勝一覧』（図会）、三河屋善兵衛板、弘化4年(1847)
- 『早引文字通』（辞書）、森屋治兵衛板、弘化4年(1847)
- 歌川貞房画『勧善浮世車』（合巻）、森屋治兵衛板、弘化5年(1848)
- 梅の本鶯斎画『積翠閑話』（随筆）、丁字屋平兵衛板、嘉永2年(1849)
- 『松亭漫筆』（随筆）、丁子屋平兵衛ほか板、嘉永3年(1850)
- 一寿斎国政・歌川芳玉画『鴬墳梅赤本』（合巻）、三河屋鉄五郎版、嘉永3年 - 嘉永5年（1850 - 1852）
- 歌川貞秀画『忠勇阿佐倉日記』（読本）、丁字屋平兵衛ほか板、嘉永5 - 7年（1852 - 1854）
- 柳川重信画『日本百将伝一夕話』（読本）、河内屋茂兵衛板、嘉永6年 - 7年（1853 - 1854）
- 歌川芳虎画『鶯塚千代廼初声 全4編のうちの第1、2編』（人情本）、文永堂板、安政3年(1856)
- 『大川仁政録』（読本）、板元不詳、安政4年(1857)
- 葛飾為斎画『曲亭馬琴編集：朝夷巡島記 全8編のうちの第7、8編』（読本）、若林清兵衛ほか板、安政5(1858)
- 松亭金水撰、歌川広重画『江都近郊名勝一覧』（図会）、三河屋善兵衛板、安政5年(1858)
- 葛飾為斎・柳川重信画『善知安方忠義伝 全3編のうちの第2、3編』（読本）、群玉堂板、万延元年(1860)
- 『鞠唄三人娘』（人情本）、文久2年 - 慶応元年（1862 - 1865）

## 近年の復刻・改版
- 『積翠閑話』（「吉川弘文館 日本随筆大成 第2期第10巻(2007) ISBN 9784642040990」の中）
- 『松亭漫筆』（「吉川弘文館 日本随筆大成 第3期第9巻(2007) ISBN 9784642041225]の中）
- 『太平楽皇国性質』（「吉川弘文館 続日本随筆大成 9(2007) ISBN 9784642041560」の中）
- 渓斎英泉画『今人俳諧図会』、江東区芭蕉記念館(2001)
- 葛飾北斎画『新釈日蓮聖人一代図会』、立正善導協会(1996)
- 『早引文字通』（「江戸時代流通字引大集成 R38、雄松堂フィルム出版(1990)」の中）
- 松亭金水撰、歌川広重画『江都近郊名勝一覧』太平書屋(1987)
- 『春情心の多気』太平書屋 珍本双刊 3(1981)